# Anni Sinnemäki
Anni Milja Maaria Sinnemäki (ur. 20 lipca 1973 w Helsinkach) – fińska polityk, od 2009 do 2011 minister pracy i przewodnicząca partii zielonych, deputowana.

## Życiorys
W 1992 ukończyła szkołę średnią, w 2001 uzyskała licencjat w zakresie sztuki na Uniwersytecie Helsińskim. Pracowała jako sekretarz ds. projektów w Ministerstwie Środowiska, publicystka i autorka tekstów piosenek.
W 1999 po raz pierwszy uzyskała mandat deputowanej do Eduskunty, odnawiała go w 2003, 2007 i 2011.
W latach 2003–2007 była wiceprzewodniczącą Ligi Zielonych. W maju 2009 objęła stanowisko przewodniczącej tego ugrupowania, a w czerwcu tego samego roku urząd ministra pracy w gabinecie Mattiego Vanhanena. Na obu tych funkcjach zastąpiła Tarję Cronberg. Utrzymała zajmowane stanowisko ministerialne również w powołanym 22 czerwca 2010 rządzie Mari Kiviniemi (do 22 czerwca 2011). W czerwcu 2011 na stanowisku przewodniczącej partii zastąpił ją Ville Niinistö.